# 瓦爾博 (明尼蘇達州)
瓦爾博（英語：Walbo Township）是位於美國明尼蘇達州伊善提縣斯普林韋爾鎮區的一個非建制地區。

## 地理
瓦爾博所處的海拔為高於海平面228米（即945英呎），而該地所採用的時區為UTC-6，即北美中部時區（CST）。同時該地設有夏令時間，為UTC-6調快一小時，即UTC-5（CDT）。